# Andrew L. Riker

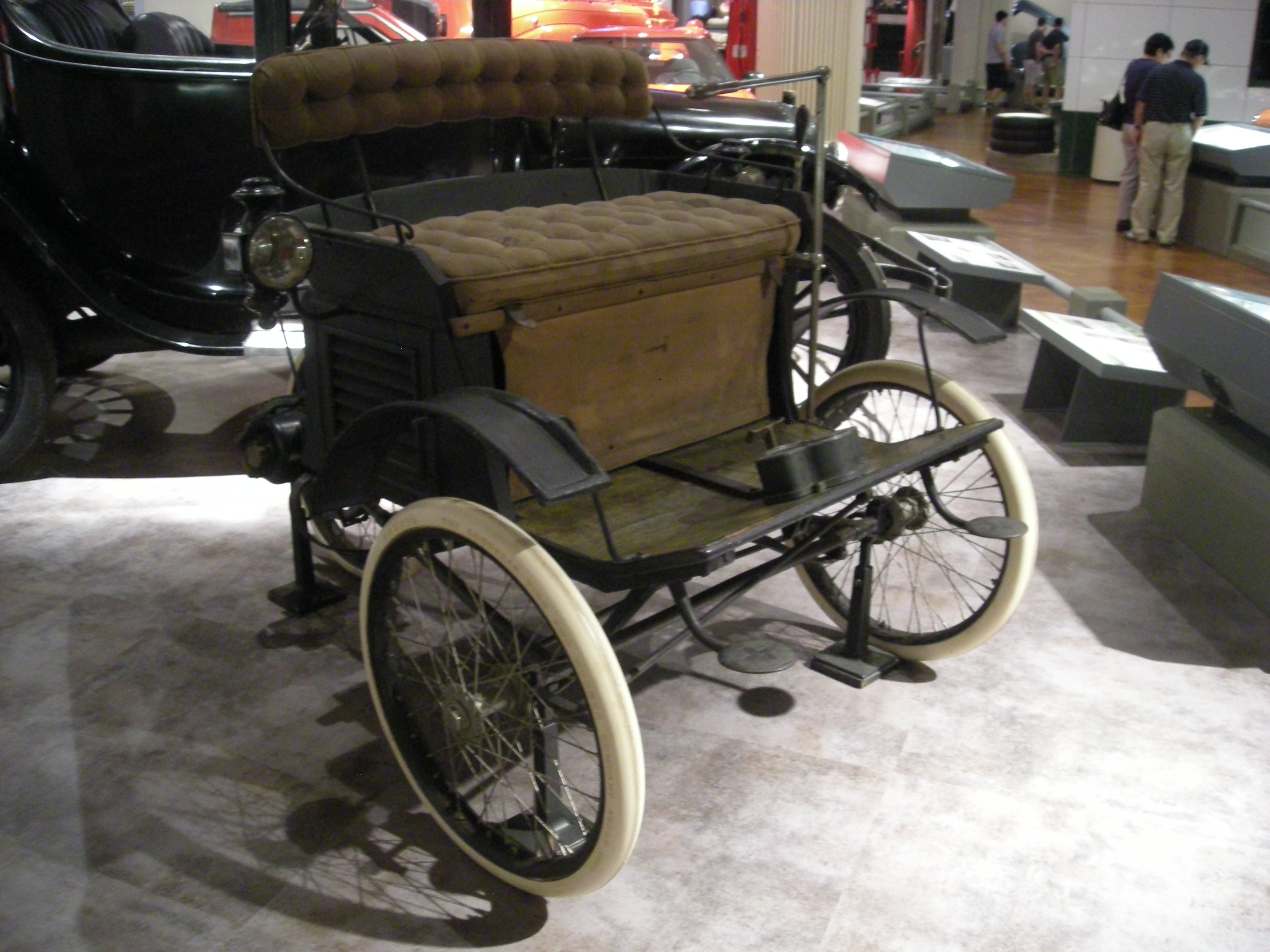
Un tricycle électrique Riker de 1896 (Henry Ford Museum).

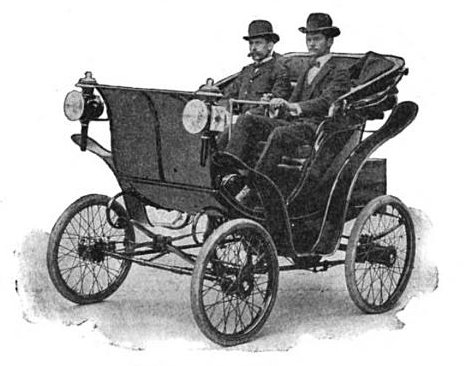
Une Riker Victoria de 1900.

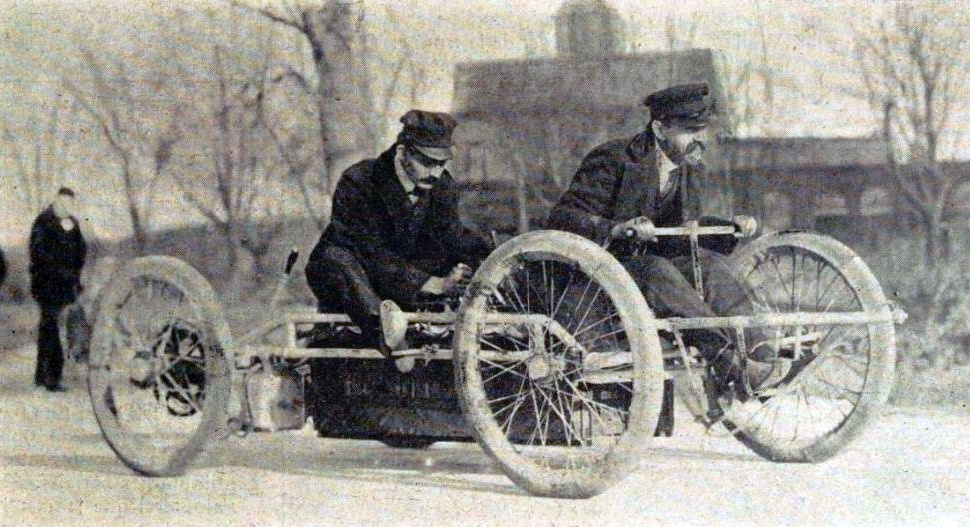
Andrew L. Riker, recordman du mille en électrique en 1901 (en 63 secondes soit 91.42 km/h).

Andrew Lawrence Riker, né en 1868 et décédé en 1930 à 62 ans, était un constructeur automobile pionnier de l'industrie automobile américaine, et pilote à l'occasion en compétitions.

## Biographie
Il crée une première voiture électrique sur la base d'une paire de bicyclettes Remington durant l'année 1894, puis il instaure la société Riker Electric Motor Company deux ans plus tard à Brooklyn (NY, 1896-1899), et il fonde courant 1899 la Riker Electric Vehicle Company (en) à Elizabeth (New Jersey), devenue deux ans plus tard la Riker Motor Vehicle Company (en) en 1901, toujours sur l'Elizabeth port et active jusqu'en 1902. En France, la première dogcart électrique d'Alexandre Darracq commercialisée en 1898 s'inspire déjà à l'étranger d'un modèle de Riker, qui va construire alors une grande diversité de véhicules électriques (cars, camions, bus, tramways, voitures, etc.), faisant partie de fait des leaders du pays dans le domaine. Il est associé à Colombia (en) pour commercialiser ses productions mécaniques. En 1903, l'absorption de sa société par Electric Vehicle Co (en) entraîne la fin de la production de voitures électriques par les deux firmes. La Locomobile Company of America (ou Locomobile) est née.
Il s'impose personnellement lors des Courses du Rhode Island State Fair à Providence, disputées du 7 au 11 septembre 1896, au classement combiné de trois des quatre courses disputées, la dernière étant annulée pour cause de forte pluie, consistant en des sprints sur le mile, ayant terminé en tête de deux d'entre elles avec C.H. Whiting pour accompagnant, notamment face à Frank Duryea. Quatre ans plus tard, il termine de nouveau en tête d'une autre course sur un de ses véhicules électriques, lors du Springfield-Babylon-Springfield de 50 miles le 14 avril 1900.
En 1901, la Riker Torpedo mue par électricité obtient un record de vitesse terrestre qui tiendra dix ans. Riker gagne le 2,5 miles au Brookline Country Club Track, MA. le 15 juin, et le mile de Coney Island Boulevard, NY. le 16 novembre (un sprint). Au début des années 1900, quinze camions électriques Riker circulent dans New York.
Peu avant la fin de sa société, Riker devient en 1902 le vice-président de la Locomobile Company of America, un constructeur automobile qui utilise aussi ses services comme ingénieur motoriste dans le domaine de la combustion interne à deux et quatre cylindres: il s'est définitivement reconverti dans le moteur à essence, et il conçoit la Old 16, qui remporte la Coupe Vanderbilt en 1908 avec George Robertson, faisant la fierté du peuple américain, l'aura étant internationale.
Il est durant trois ans le premier Président de la Society of Automotive Engineers (ou SAE, constituée d'ingénieurs, de chefs d'entreprise, de professeurs et d'étudiants, répartis de nos jours dans près d'une centaine d'états), créée en 1905 en vue d'un échange international d'informations en matière de construction automobile et d'aéronautique.
Durant la Première Guerre mondiale, les camions Locomobile aux moteurs conçus par Rikers furent nombreux à être utilisés par l'armée américaine.
À sa mort, ses véhicules les plus représentatifs furent rassemblés au Henry Ford Museum de Dearborn (Michigan).